# Xianxia Ling
Xianxia Ling (chinesisch 鄉下岭 ‚Landrücken‘) ist ein etwa 86 m hoher Hügel an der Ingrid-Christensen-Küste des ostantarktischen Prinzessin-Elisabeth-Lands. Er ragt unmittelbar östlich des Lake Sibthorpe auf der Halbinsel Xiehe Bandao in den Larsemann Hills auf.
Chinesische Wissenschaftler benannten ihn 1992.